# NGC 2672
NGC 2672 (другие обозначения — UGC 4619, MCG 3-23-10, ZWG 90.19, ARP 167, KCPG 175A, PGC 24790) — эллиптическая галактика (E1) в созвездии Рак.
Этот объект входит в число перечисленных в оригинальной редакции «Нового общего каталога».
В галактике вспыхнула сверхновая SN 1938B, её пиковая видимая звездная величина составила 15,5.
Составляет пару взаимодействующих галактик с NGC 2673. NGC 2672 является более крупной галактикой в паре и лишь слабо искажена взаимодействием. В ней наблюдается движение, противоположное орбитальному вращению. Дисперсия скоростей в галактике практически постоянна с радиусом.